# Caya de Groot
Pour les articles homonymes, voir de Groot.
 (février 2019).
Si vous disposez d'ouvrages ou d'articles de référence ou si vous connaissez des sites web de qualité traitant du thème abordé ici, merci de compléter l'article en donnant les références utiles à sa vérifiabilité et en les liant à la section « Notes et références ».
Caya de Groot, née le 5 avril 1967 à Weesp,, est une actrice néerlandaise.

## Filmographie

### Cinéma et téléfilms
- 1991-1993 :Spijkerhoek (nl) : Marieke Jansen
- 1991-1996 : 12 steden, 13 ongelukken (nl) : Deux rôles (Claudia et Anja)
- 1992 : Niemand de deur uit! (nl) : Carla Dubois
- 1994 : Coverstory (nl) : Justine
- 1995 : Flodder 3 (nl) : Mirjam
- 1996 : In naam der Koningin (nl) : Hannah van Heemstra
- 1996-1998 : Unit 13 (nl) : Rebecca de Leeuw
- 1997 : De malle tennispet : La réceptionniste
- 2005 : Jardins secrets : Vrouw van Joost
- 2007 : Grijpstra & De Gier (nl) : Gunilla de Jager
- 2012-2017 : Goede tijden, slechte tijden : Josje Been
- 2013-2016 : Flikken Maastricht : Brigit de Nooijer
- 2015 : Bureau Raampoort (nl) : La fille de la victime
- 2015 : Vechtershart (nl) : La sœur
- 2016 : Moordvrouw : La mère de Johan
- 2017 : De mannen van dokter Anne : Annette van den Heuvel
- 2017 : Meisje van plezier (nl) : Jennifer
- 2017 : Celblok H (nl) : Agnes, l'avocate
- 2017 : Van God los (nl) : La collègue de Karin
- 2017-2018 : Klem (nl) : Ans van Galen
- 2018-2019 : SpangaS : Noraly Oleander

## Vie privée
Elle est la fille du chanteur Boudewijn de Groot. Elle est la sœur de l'acteur Jim de Groot.